# Abel-Meolá
Domicílio de Eliseu, onde Elias o encontrou arando e o ungiu sucessor de profeta. — 1Rs 19:16-19.
Numa data anterior, Abel-Meolá aparece no relato sobre a derrota dos midianitas pelo pequeno grupo de guerreiros de Gideão. Relata-se que a fuga desordenada dos midianitas levou-os “até as cercanias de Abel-Meolá, junto a Tabate”. — Jz 7:22.
Entretanto, o relato da perseguição dos midianitas por Gideão na realidade indica que eles estavam ao O do Jordão no ponto indicado em Juízes 7:22. (Veja Jz 7:24.) E, no que se refere à viagem de Elias ao ermo de Damasco, o registro mostra que ela não foi realizada imediatamente, mas, em vez disso, foi feita algum tempo depois pelo seu sucessor, Eliseu. (1Rs 19:15-19; 2Rs 8:7-13) Em vista disso, alguns textos geográficos continuam a recomendar um lugar ao O do Jordão, em vez de ao L dele. (The Geographical and Topographical Texts of the Old Testament [Os Textos Geográficos e Topográficos do Antigo Testamento], de J. Simons, Leiden, 1959; The Geography of the Bible [A Geografia da Bíblia], de D. Baly, 1957; e o Atlas of the Bible [Atlas da Bíblia], de L. H. Grollenberg, 1956) Tanto Jerônimo como Eusébio, dos primeiros séculos da Era Comum, identificaram Abel-Meolá com um lugar a 10 milhas romanas (15 km) ao S de Bete-Seã (ao O do Jordão). The Land of the Bible (A Terra da Bíblia), de Y. Aharoni, declara: “Abel-Meolá foi agora identificada com muita segurança com o Tell Abu Sus, na margem [ocidental] do Jordão, a 15 km ao sul de Bete-Seã.” (Traduzido para o inglês e editado por A. Rainey, 1979, p. 313) A vizinha planície de Bete-Seã é bem apropriada para a lavoura em grande escala. — Veja 1Rs 19:19.                                                            

Fonte:https://wol.jw.org/pt/wol/d/r5/lp-t/1200000022#h=6